# مطبخ فرنسي
المطبخ الفرنسي هو أسلوب الطبخ المستمد من الشعب الفرنسي, وهو نتيجة قرون من التغيرات الاجتماعية والسياسية، أشتهر المطبخ الفرنسي في القرون الوسطى بالموائد الفخمة المزخرفة التي تستخدمها الطبقات العليا، معظم الأطعمة الفرنسية الموسمية أعدها الطهاة أمثال جيلام تيرل، الذي عاش في عصر الثورة الفرنسية. مع ذلك، يتجه الجميع في فرنسا إلى طعام أقل في التوابل وأكثر في الأعشاب، بدأ ذلك الفكر فرانسوا بيير لو فاريان ثم أتبعه نابليون بونابرت وغيرهم من كبار الشخصيات.

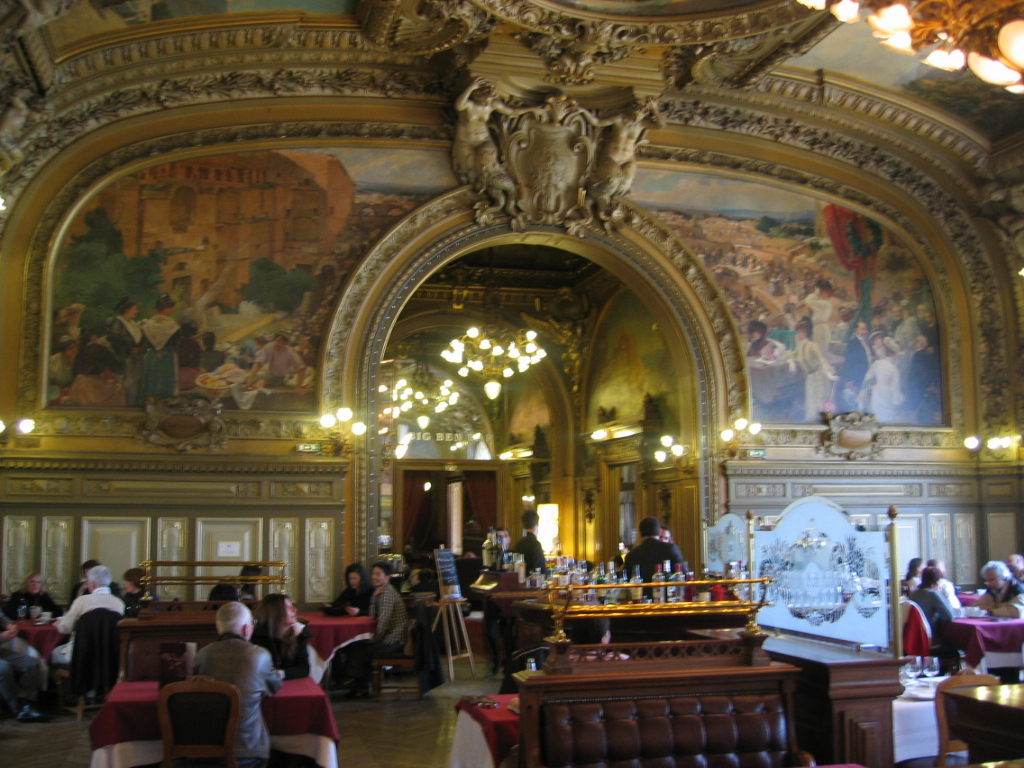
مطعم تراين بلو دي باريس.

## تاريخ المطبخ الوطني
تطور المطبخ تطوراً واسعاً خلال القرون الماضية بدءاً من العصور الوسطى حيث بدأت تتكون الصورة الموحدة والمبتكرة لأساليب الطبخ الفرنسية، ساعد على هذه التغيرات الشديدة التي طرأت على الحياة الاجتماعية والسياسية في ذلك الوقت، والجهود الكبيرة التي قدمها الطهاة الفرنسيون الكبار. وعبر السنوات تغير اسم المطبخ الفرنسيإلى أسماء عدة، وتسابق كبارالطهاة على تقديم أكلات جديدة تضاف إلى قائمة الطعام الفرنسيةالشهية، وفي بداية الأمر اقتصر تطوير المطبخ الفرنسي على العاصمة فقط وعلى الطهاة ذوى الأصل الفرنسي، ولكن مع مرور الوقت اتسع نطاق المطبخ الفرنسي ليشمل كل أنحاء البلاد، بل وتم تصدير العديد من الأطعمة الفرنسية إلى الخارج.

## المطبخ الإقليمي
يتميز المطبخ الإقليمي الفرنسي بالتنوع الشديد في الأسلوب والطريقة من مدينة إلى أخرى، كل منطقة من مناطق فرنسا لها المطبخ المميز الذي قبلته كل من البرجوازية والفلاحين وغيرهم من عامة المواطنين من المناطق.
- باريس • إيل دي فرانس

باريس وإيل دو فرانس هي المناطق الوسطى حيث تقريباً أي شيء من هذا البلد متاح نظراً لتلاقى خطوط السكك الحديدية في هذه المنطقة.يوجد أكثر من 9000 مطعم في باريس.
- الشمبانيا.. الإلزاس واللورين

تعد منطقة الإلزاس منطقة شديدة التآثر بالثقافة الألمانية خصوصا في المطبخ وذلك بسبب تقاربها مع الحدود الألمانية، لهذا فإن الخمر والنبيذ ولحم الخنزير هم أشهر الأطعمة والمشروبات في تلك المنطقة الحدودية الفرنسية
- نور — با دو كالي • • • بيكاردي • • • بريتاني نورماندي

المدن الساحلية تنتشر بها المأكولات البحرية عالية الجودة، تنتشر هناك أشجار التفاح التي تستخدم في صنع العصير وبعض الحلوى مثل صوص التفاح الذي يسمى بـ كومبوت ولإغراض التخمير أبضا، تزرع كميات كبيرة من القمح والشمندر السكري والهندبا البرية شمالى هذه المنطقة، هذه المنطقى هي المنطقة الفرنسية الأفضل في أنتاج كا من الخرشوف والقنبيط، كما تنمو بها الحنطة السوداء على نطاق واسع.
- وادي لوار • وسط فرنسا

تتميز هذة المنطقة بالفواكه عالية الجودة، لاسيما الكرز والكمثرى والبطيخ والفراولة، كما تتميز تلك الممنطقة بثروة سمكية لابأس بها بالإضافى إلى الثروة الحيوانية متمثلة في العجول والماشية والماعز التي تستخدم في صنع الجبن الفاخر كما تتخصص مدينة أورليان بإنتاج الخل
- ليون - رون - الألب

تشتهر منطقة وادى الرون بالفواكه والخضروات، كما تشتهر منطقة بريس بالدواجن، توجد النقانق بكثرة في كل من ليون وسافوى حيث جبال الألب العريضة الشهيرة بالثروة الحيوانية.
- تولوز• • كيرسى • • أفيرون

يشتهر أقليم جيرس الفرنسي بالدواجن، في حين يشتهر إقليم لمونتانى نوار بالنقانق الجافة، وتزرع الذرة البيضاء بكثرة في تلك المنطقة لاستخدامها في تسميبن البط والأوز، فضلاً عن إنتاج عصيدة الذرة، تنتج هناك أفضل أنواع الخبز في فرنسا، ينتج هناك أيضا الحليب الغير مبستر المستخدم لإنتاج جبن الروكفور في أفيرون، ويتم إنتاج المياه المعدنية بكميات كبيرة في هذه المنطقة أيضاً.

## مكونات الوجبات
الأفطار (الأفطار)، غالباً ما تتكون هذة الوجبة السريعة من شرائح الدهن بالزبد، الخبز الفرنسي، شوكولا الاتحاد الأفريقى، مع الشاي والقهوة، يكون الإفطار دائما في المقاهى في وقت مبكر من النهار.
الغداء

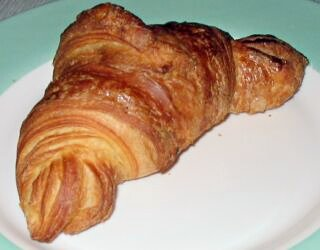
كرواسون فرنسي (وجبة إفطار).

مرة واحدة لمدة ساعتين من تناول وجبة منتصف اليوم ولكن في الآونة الأخيرة شهدت اتجاها نحو ساعة الغداء، في بعض المدن الصغيرة لا زالت فكرة ساعتين الغداء فكرة ربحية، غداء الأحد هو الأكبر وقتاً ويتم تناوله دائما مع العائلة، تفتح المطاعم عادة للغداء في الساعة الثانية عشر مساءً وتغلق في الثانية والنصف مساءً، بعض المطاعم تغلق أبوابها وقت الغداء يوم الأحد والإثنين.
في المدن الكبيرة غالبا ما يتناول العمال والطلاب الطعام في كافيتيريا العمل أو المدرسة، والتي عادة ما تقدم وجبات كاملة، ومن الشائع بالنسبة للعمال منح قسائم الغذاء كجزء من استحقاقاتهم
أما في المدن الصغيرة فإن العاملين غالباً مايعودون إلى منازلهم لتناول الغذاء في وقت الراحة، تكون الوجبة الأساسية شطيرة تتبعها بعض الحلوى في الغالب.
ويمكن الاطلاع على الأطباق الجاهزة في محلات السوبر ماركت والمخابز والميزانية للأسعار.
العشاء
عادة يتكون من ثلاثة أجزاء، مقبلات، الوجبة الأساسية والجبن، الحلوى، الوجبة كثيراً ما تكون مصحوباً بالخبز والنبيذ والمياه المعدنية، استهلاك النبيذ قد انخفض مؤخراً في الشباب.استهلاك عصير الفواكه قد ارتفع من 25.6٪ في عام 1996 إلى 31.6٪ في عام 2002. وغالباً ما تفتح المطاعم للعشاء عند 7:30 بعد الظهر وتتوقف عن تلقي الاوامر بين الساعة 10:00 والساعة 11:00 مساءً. تغلق العديد من المطاعم لتناول العشاء يوم الأحد.

## معرض صور

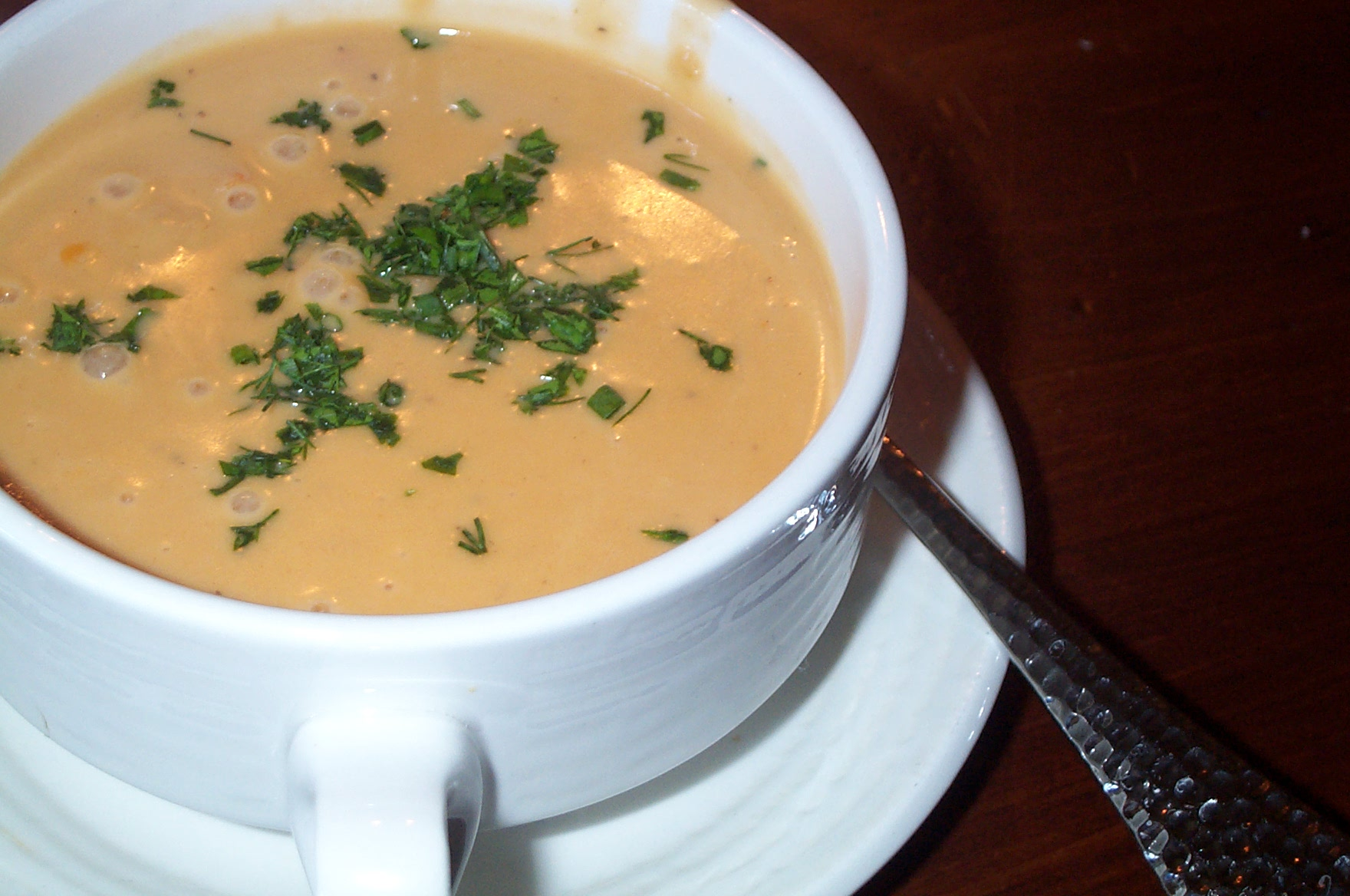
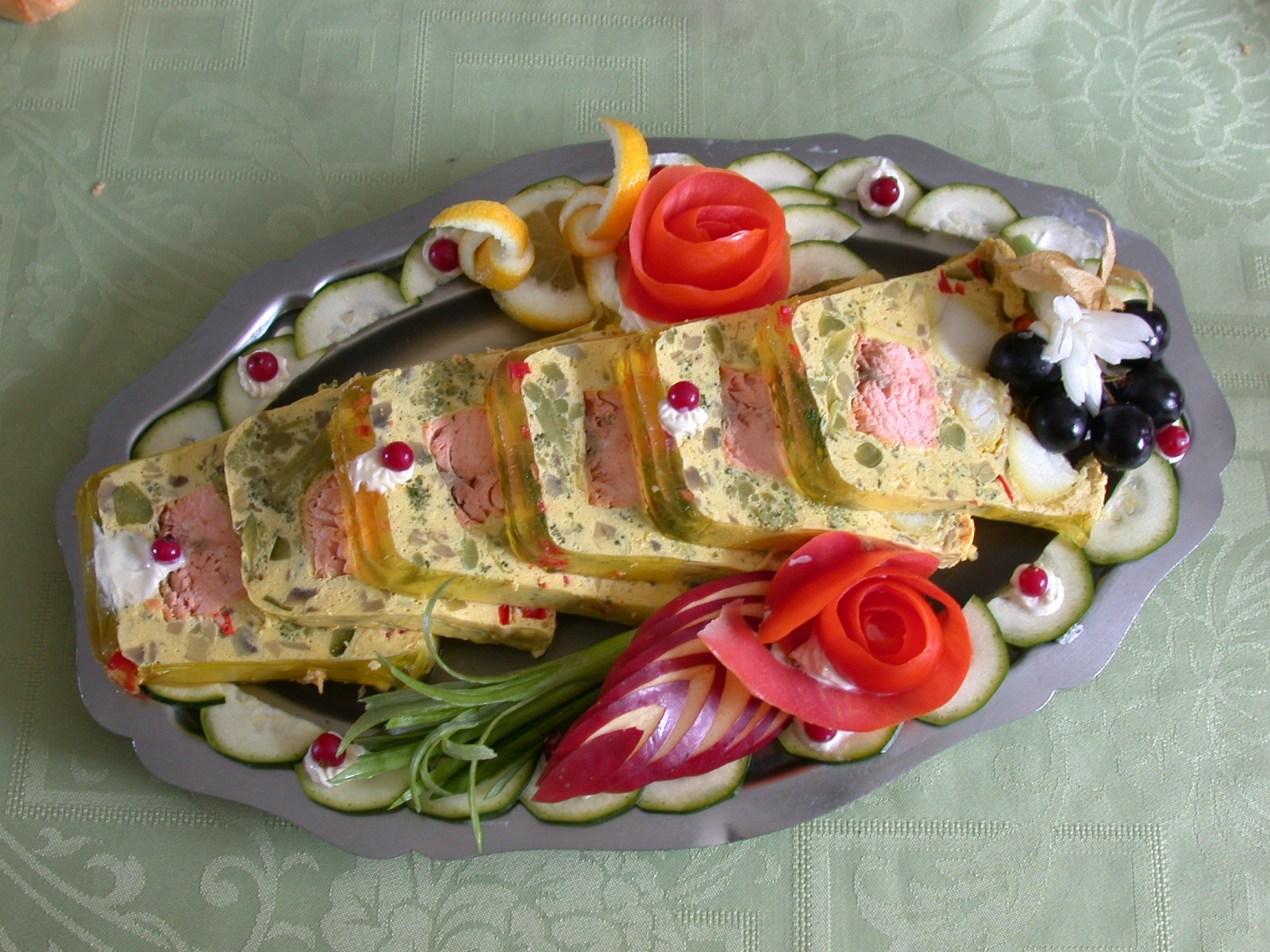
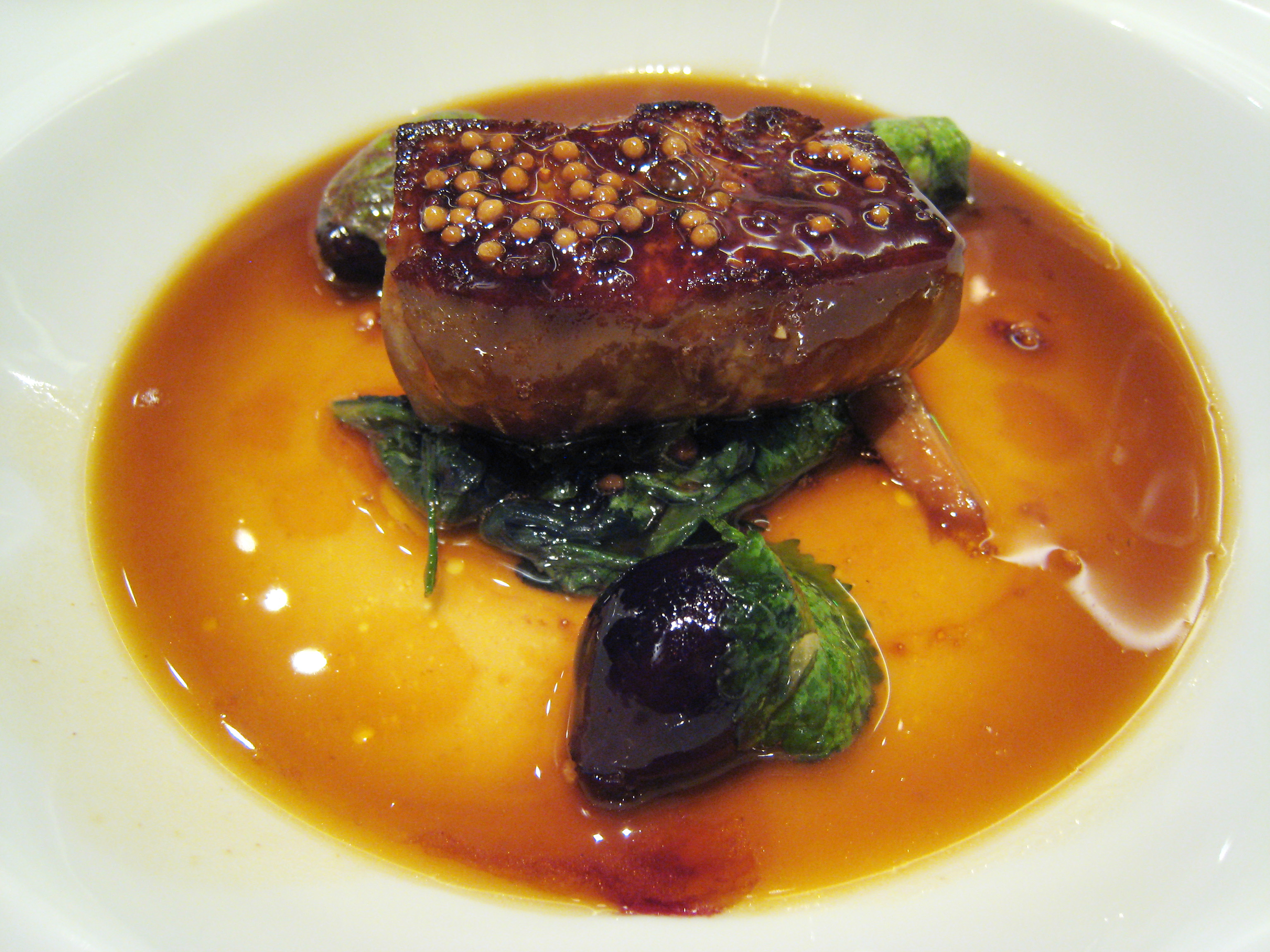
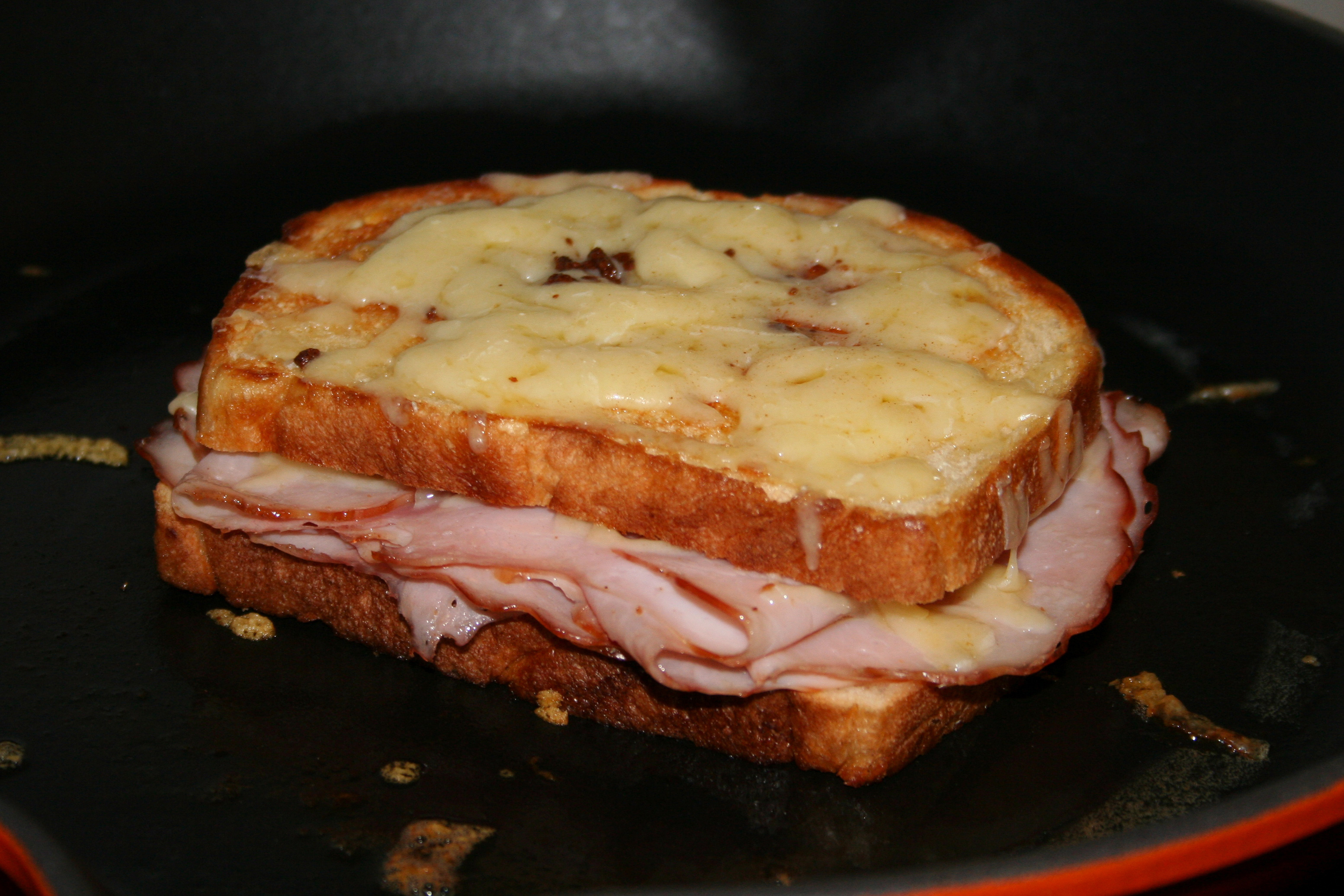

## وصلات خارجية
- Provençal Cuisine Guide and Recipes
- Traditional Normandy Cuisine
- Eating the French way
- The regional French food
- Mediterranean Lifestyles: French Cooking